# السمریه، مدینه
السمریه (به عربی: السمرية) یک منطقهٔ مسکونی در عربستان سعودی است که در استان مدینه واقع شده‌است.